# Darley
Darley är en by i North Yorkshire i England. Byn är belägen 40,7 km 
från York. Orten har 743 invånare (2016).